# Alexeï Balalouïev
Alexeï Andreïevitch Balalouïev (en russe : Алексей Андреевич Балалуев) est un aviateur soviétique, né le 29 septembre 1914 et décédé le 9 août 1946. Pilote de chasse et As de la Seconde Guerre mondiale, il fut distingué par le titre de Héros de l'Union soviétique.

## Carrière
Alexeï Balalouïev est né le 29 septembre 1914 à Tsimboulovka, un village de l'actuelle oblast d'Orel. Il commença sa vie professionnelle comme électricien puis il rejoignit l’Armée rouge en 1936. La même année, il fut breveté pilote dans une école militaire de l'Air.
Il prit part à toute la guerre contre l'Allemagne nazie, de juin 1941 à mai 1945, guerre qu’il termina comme major (commandant).
Demeuré dans l’armée à l’issue du conflit, il se tua dans un accident aérien le 9 août 1946.

## Palmarès et décorations

### Tableau de chasse
Alexeï Balalouïev est crédité de 22 victoires homologuées, dont 17 individuelles et 5 en coopération, obtenues au cours de 345 missions et 52 combats aériens. Il est aussi crédité de la destruction d’un ballon d’observation.

### Décorations
- Héros de l'Union soviétique le 18 août 1945 (médaille no 7974) ;
- Ordre de Lénine ;
- Trois fois décoré de l’ordre du Drapeau rouge.